# Тебого, Летсиле
Летсиле Тебого (англ. Letsile Tebogo; род. 7 июня 2003, Канье) — ботсванский легкоатлет, который специализируется в спринте, олимпийский чемпион 2024 года на дистанции 200 метров, чемпион мира по эстафетам 2024 года, двукратный призёр чемпионата мира 2023 года, чемпион Африки 2022 года. Первый олимпийский чемпион в истории Ботсваны.

## Биография
19 февраля 2022 года 18-летний спортсмен установил новый национальный рекорд в беге на 100 метров на чемпионате Ботсваны по легкой атлетике со временем 10,08 секунды. Два месяца спустя он стал первым человеком из Ботсваны, преодолевшим 10-секундный барьер на соревнованиях, показав время 9,96 секунды и установив новый мировой рекорд среди юношей до 20 лет. 15 июля 2022 года он улучшил свой рекорд в своём первом старте на взрослых чемпионатах мира в Юджине, показав время 9,94 секунды. В следующем месяце Тебого снова побил свой собственный рекорд, показав результат 9,91 секунды в финале чемпионата мира U20 в Кали, Колумбия.
В 2023 году на чемпионате мира по лёгкой атлетике, который состоялся в Будапеште, ботсванский атлет, в беге на 100 метров, с результатом 9,88 секунды и национальным рекордом стал серебряным призёром чемпионата мира. Через несколько дней на дистанции 200 метров Тебого завоевал бронзовую медаль с результатом 19,81 секунды.
8 августа 2024 года на Олимпийских играх в Париже на стадионе «Стад де Франс» выиграл золото в беге на 200 метров с рекордом Африки (19,46). Это была первая золотая олимпийская медаль в истории Ботсваны во всех видах спорта. 10 августа Тебого бежал на последнем этапе в финале эстафеты 4×400 метров. В очень упорной борьбе за золото Тебого уступил американцу Раю Бенджамину. Американцы выиграли с олимпийским рекордом (2:54.43), что всего на 0,14 сек медленнее мирового рекорда 31-летней давности. Ботсвана отстала от США всего на 0,10 сек, показав третий результат в истории эстафеты, а также установила рекорд Африки. В этом же забеге британцы установили рекорд Европы, а японцы — рекорд Азии.